# 华盛顿州
华盛顿州（英語：State of Washington），简称华州，是一個位於美国西北太平洋沿岸的州。北接加拿大不列顛哥倫比亞省，南接俄勒岡州，東臨愛達荷州，西鄰太平洋。为纪念美国首任总统，乔治·华盛顿而成立，亦是唯一以總統名稱命名的州。並於1889年11月11日加入聯邦成為美國第42個州。本州共轄有共有39个县，首府为奥林匹亚，最大城市为西雅圖。

## 歷史

### 爭奪美國西北太平洋沿岸
早於1543年，西班牙探險船便宣稱佔領了包括現俄勒岡州，華盛頓州等太平洋西北沿岸地區。緊接而來由法蘭西斯·德瑞克爵士率領的英國探險船隊又再次為英國宣稱佔領包括華盛頓州的太平洋西北地區。當時由於未有投放人員駐守，因此只能算是象徵式佔領，但太平洋西北地區的主權紛爭一直持續了三百多年，直到1790年英西兩國才达成和解。

### 探索美國西北太平洋沿岸
雖然國家之間的紛爭沒完沒了，但兩國的探險家也各自在這地區中進行探險、貿易等活動。於1603年西班牙探險家馬丁·阿奎拉爾（Martín de Aguilar）發現哥倫比亞河（當時稱為“大河”〔Great river〕），當時西北區最熱門的探險是開啟貫穿北冰洋的航路。而直到1775年7月14日，西班牙探險家布鲁诺·德埃塞塔（Bruno de Heceta）和胡安·弗兰西斯科·德拉博德加-夸德拉（Juan Francisco de la Bodega y Quadra）登陸華盛頓州奧林匹克半島的格伦维尔角（Point Grenville），成為第一名登陸该地的欧洲探险者。而到1792年美國的罗伯特·格雷船長進入"大河"探險並訂名為哥倫比亞河。此次探險成為美國擁有美州西北的證明。1800年西北貿易公司的戴维·汤普森（David Thompson）發現位於加拿大境內的哥倫比亞河源頭，並花了11年時間勘察到河口，自此哥倫比亞河成為華州貿易中樞。1805年11月15日，由梅里韋瑟·劉易斯和威廉·克拉克率領的探險隊抵達哥倫比亞河河口，史称路易斯与克拉克探远征。不过美國當時的本土并未與美洲西岸相連，路易斯安那购地案虽使美国获得了密西西比河到落基山脉之间的广大地区，但其最西北部止步于如今蒙大拿州和爱达荷州交界的地区，如今美国本土西北部三州仍然是英、美、西三国争夺的区域，俄罗斯帝国也对这一地区的部分区域有领土要求。
貿易方面，歐洲人與西北印第安土著的第一次有記錄的交易乃在1774年，他們主要以交易皮革，木製工藝品為主。此後土著交易不但成了新興行業，也成為各國之間沒有煙火的戰場。
在探險和貿易期間，各商人和探險家在西北各地建立堡壘，成立交易中心以保障商業安全，這些堡壘成為日後華州主要城市的根基。1810年代表英國的西北貿易公司的戴维·汤普森於距離斯波坎十里外之斯波坎河上建立交易中心。為美洲西北的皮革貿易打下基礎。1811年3月22日，太平洋皮革貿易公司於哥倫比亞河河口建立阿斯托里亚堡（Fort Astoria）。同年，戴维·汤普森從哥倫比亞河源頭探勘至河口。1812年西北貿易公司於哥倫比亞河上游建立奥卡诺根堡（Fort Okanogan）。與有美國背景的太平洋皮革貿易公司訂下瓜分哥倫比亞河上下游的條約。同年斯波坎堡於現在的斯波坎市建立，英美貿易競爭開始。第二次英美戰爭亦於1812年發生，不过这场战争的主战场在美国东北部，华盛顿州所在地区并未受到巨大冲击。
當英國的西北貿易公司於1821年被哈得孙湾公司收購合併後，英美貿易競爭便進入僵局，直到1846年英美承認北緯49度線作為邊界，哈得孙湾公司被逼遷往温哥华堡為止。但在這段期間，白人的貿易以轉為剝削美洲土著，以不法手段侵占土地為主，就算哈得孙湾公司搬遷後依然收購現西雅圖地區的印第安族土地為甚，為後來的土著戰爭埋下伏線。

### 發展美國西北太平洋沿岸

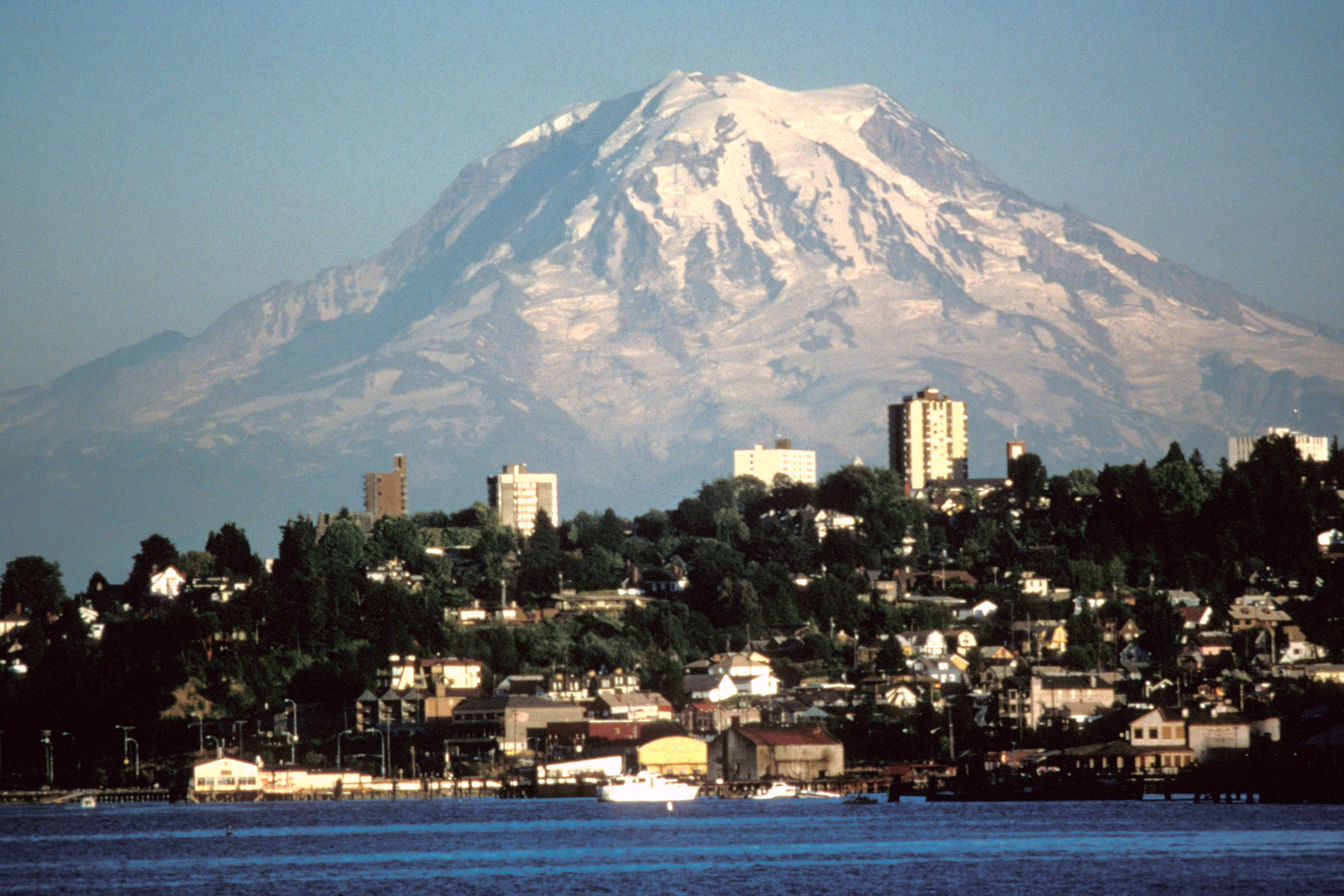
以雷尼尔山为背景的塔科马

在十九世紀前期各勢力在西北以發展貿易及佔地為主，到1831年第一個印第安家庭前往聖路易斯希望認識天主教開始，西北的傳教活動才開始活躍。1833年西北區第一間學校建立，1838年第一批更正教傳教士於瓦拉瓦拉開始宣教活動，此後各宗派的宣教士才陸續抵達西北區，建立學校、木廠、印刷廠等，其他工業也開始發展出雛型。
1843年美國俄勒岡州政府的成立使華盛頓州進入3年的英美共同管治時期，經過雙方互相的軍事恐嚇及談判後，1846年華盛頓州才正式納入美國版圖，美國的拓荒者才正式越過哥倫比亞河定居，造成1850年代普吉特海湾地區出現大規模的移民潮，當中所建立的城市包括塔科馬、西雅圖、貝靈漢等。

### 拓荒者與印第安原住民衝突
拓荒者與印第安原住民的衝突的起因本來基於誤解，但在其他因素催化下才去到兵戎相見的地步。最早期的衝突發生於1847年，威治文夫婦從1836年開始在瓦拉瓦拉以西6里的惠立普族村落傳教，間接使該地成為拓荒者的熱門落腳點。這令到當原住民擔憂這些拓荒者會搶去他們的土地，而這些拓荒者帶來的病毒也使原住民防不勝防。1847年頭，惠立普族村落爆發天花疫病，雖然威治文夫婦努力救治，但當地卻傳言疫症爆發的原因是威治文夫婦給了原住民帶有病毒的毛毯。於同年3月29日，一群印第安原住民進入威治文夫婦的營地殺害了包括威治文夫婦等14人，另外俘獲54名婦女及兒童。哈德遜灣公司於12日後以62件毛毯、63件綿衣、12支步槍、600發子彈、37磅雪茄贖回人質。此事件在歷史上稱為「威治文大屠殺」。
消息傳到俄勒岡州，州政府立即徵召志願軍前往報復，演變成長達兩年的戰爭凯尤斯战争（Cayuse War）。而雙方衝突則維持了數十年，其中包括1855－56年的印第安戰爭、西雅圖圍城等，直到1876年才逐漸平息。

### 華盛頓州的建立

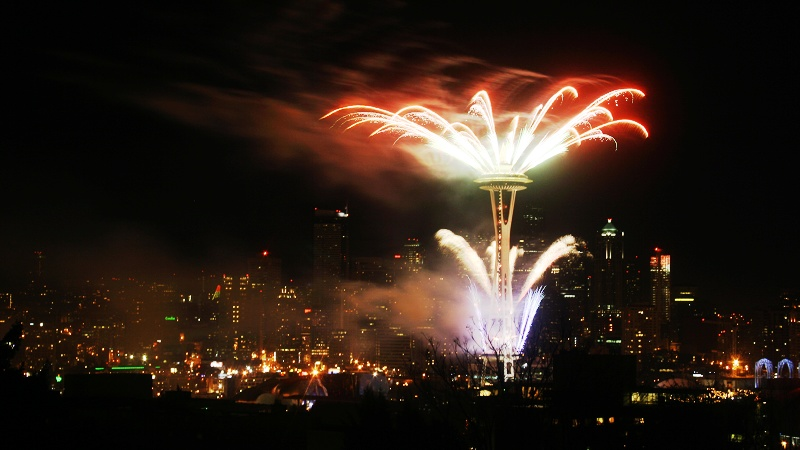
西雅圖跨年煙火

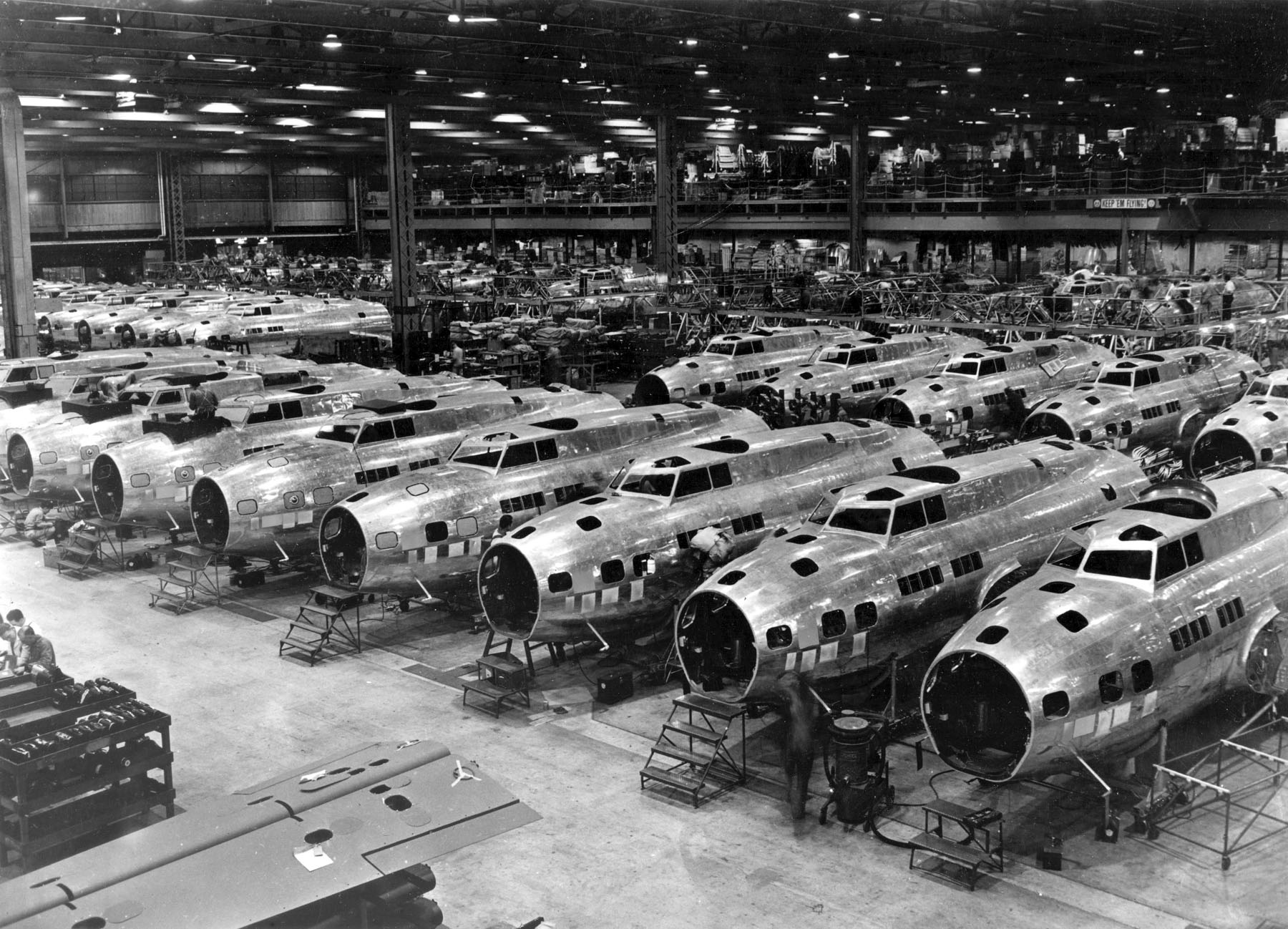
二戰B-17轟炸機生產線於華盛頓州

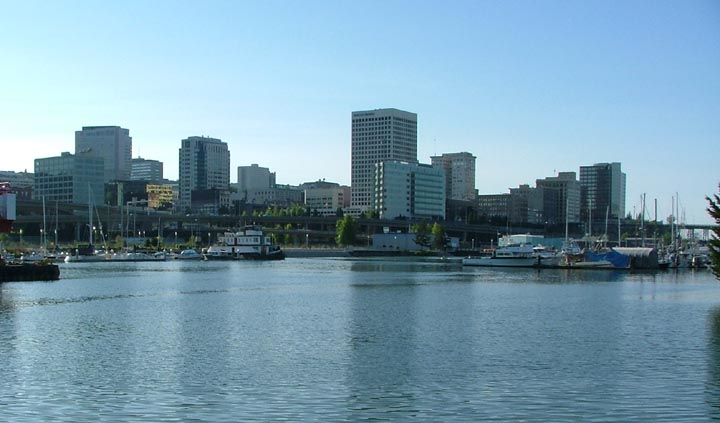
塔科馬 (華盛頓州)

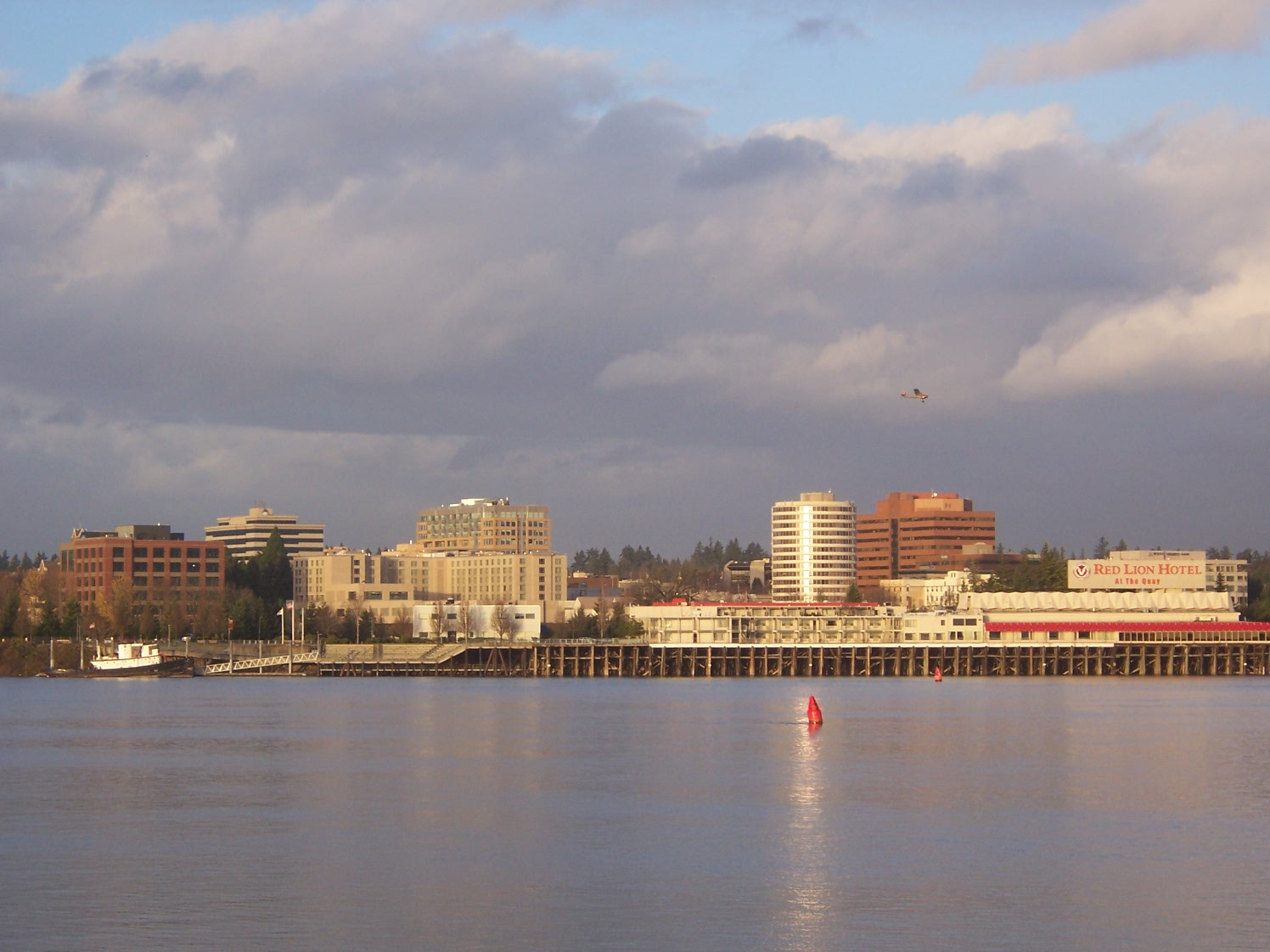
溫哥華 (華盛頓州)

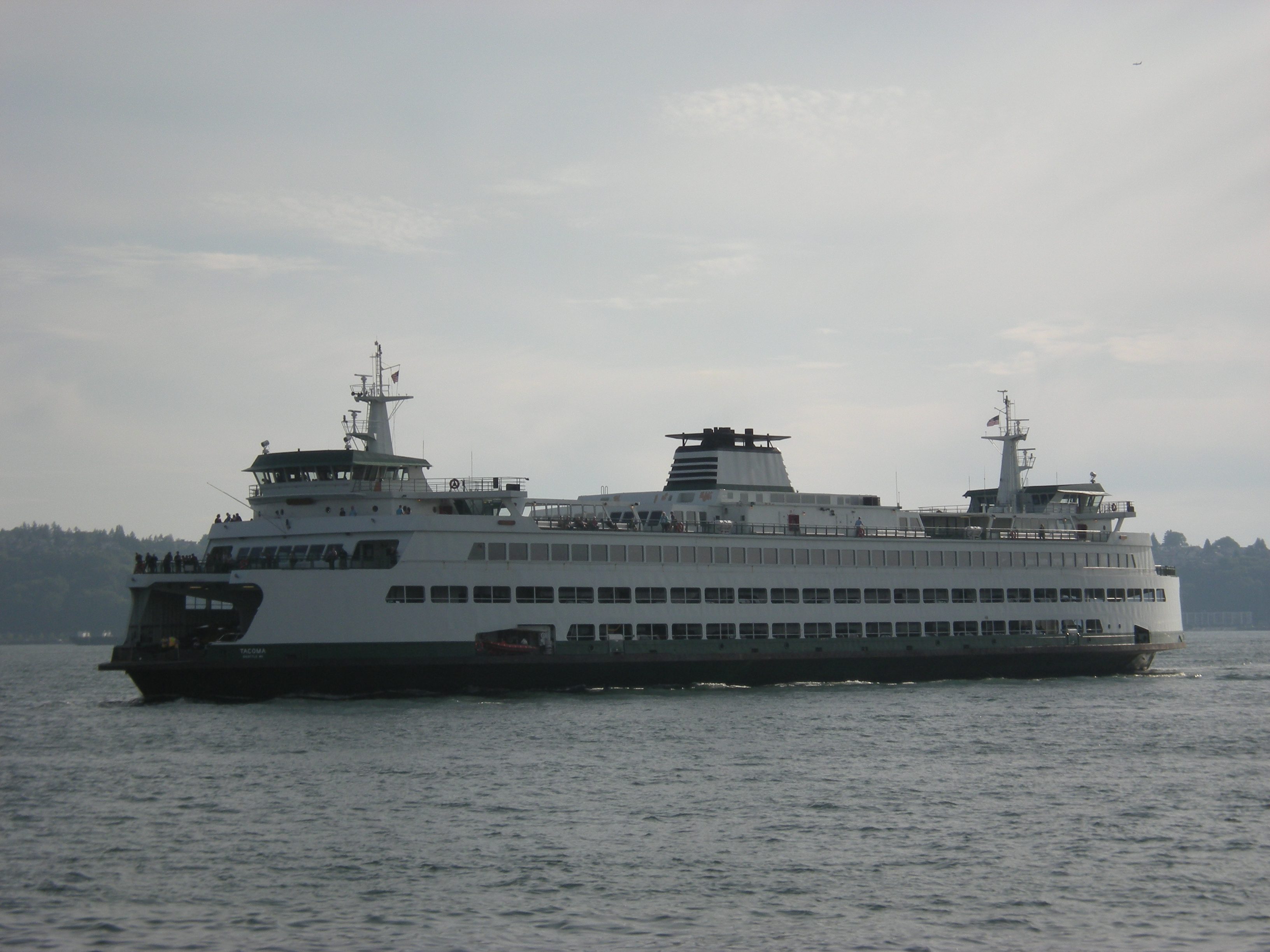
塔科馬渡輪

隨著俄勒岡州和愛達荷州的邊界逐漸穩定，華盛頓州的發展也開始上軌道，例如：1861年華盛頓领地大學（華盛頓大學的前身）正式成立，1864年接通東岸電報線路，1871年北太平洋鐵路系統開始興建，到了1880年華盛頓州地區人口（不計算印第安人）共75116人，超過成立州的法定人口60,000人。1884年成立州的議案提交到首都華盛頓，到1889年11月11日參議院通過議案，華盛頓州加入聯邦成為美國第42個州。

### 现代历史
华盛顿州虽然建立于19世纪末期，但在二战前美国的经济中心还在东北部和五大湖沿岸，华盛顿州与东部距离遥远、路程不便，因此很长的时间里只有少量工业，经济发展并不迅猛。
第二次世界大战期间，华盛顿州凭借地理位置优势成为军工行业的首选地之一。重工业和飞机、机械制造等行业迅猛发展，为该州未来在航空业的龙头地位奠定了基础。50年代以后，高速公路的修建让华盛顿州获得了更好的连通性，与加州、俄勒冈州的交通更加便利。
随着70年代后电子计算机行业的勃兴，华盛顿州宽松开放的环境和低税收等优势吸引了大批IT行业的企业入驻。与此同时，美国与亚洲东部国家越来越频繁的贸易和人文交流也让西雅图拥有了新的地理位置优势，它是美国本土飞往东亚耗时最短的主要城市，便利的位置吸引了不少日本、韩国等东亚国家的企业入驻，加上旅游业的兴盛，华盛顿州西部的经济进一步发展，逐渐在经济和人口等方面赶超不少东北部老工业地区州份。
20世纪末期开始，华盛顿州成为美国新自由主义的坚实阵地和桥头堡，它是美国对LGBTQ和左翼运动最友好的州之一，自1988年以后成为民主党的坚实阵地。2005年，为纪念民权运动领袖马丁·路德·金，西雅图所在的金县将其名称语源、旗帜和徽章修改。

## 人口

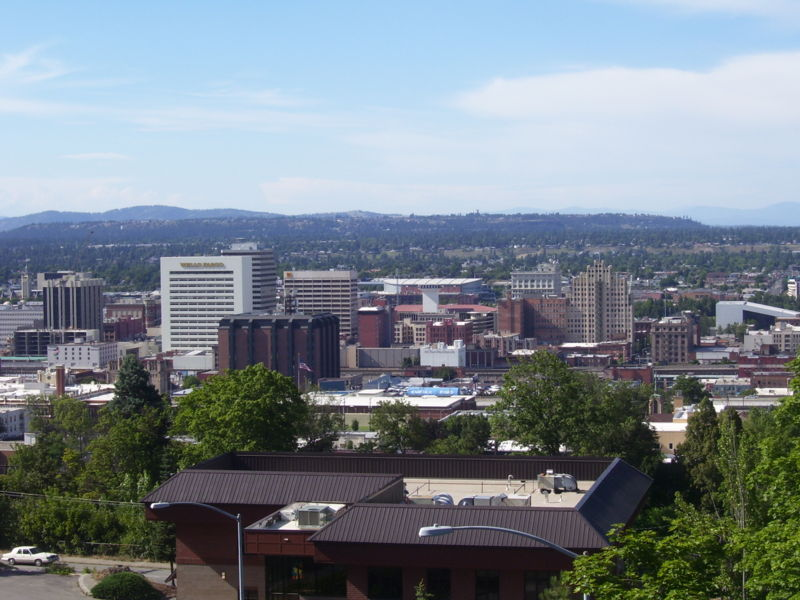
斯波坎, 華盛頓州第二大城

根據華盛頓州政府於2015年公佈的州內總人口統計，華盛頓州人口共7,170,351，每年約增長1.4%，主要集中於金县、斯诺霍米什县、斯波坎县、皮尔斯县、瑟斯顿县、基沙普县、艾兰县和克拉克县，其中3,817,518人居於城市範圍之內。
而根据2016年美国人口调查局资料：
- 69.5%－高加索人
- 12.4%－拉丁裔
- 8.6%－亞裔
- 4.1%－非裔
- 1.9%－美國原住民
- 3.9%－其他種族

## 地理及氣候
華盛頓州地區的地理形成可分為三方面：喀斯喀特山脈、冰河時期，及密蘇娜冰湖決堤。

### 喀斯卡特山脈
華州被喀斯卡特山脈從北至南一分為二，東部主要城市有斯波坎，韋納奇及雅基馬等，西部則有奧林匹亞、西雅圖、貝靈漢、塔科馬等。由於喀斯喀特山的分隔，使東西兩地無論地型、氣候、甚至社會方面均迥異。
在俗稱火環的地殼板塊隱沒帶之上，華州的隱沒帶被稱為卡斯卡迪亞（Cascadia）隱沒帶。屬海洋板塊的胡安·德富卡板塊在此處沉入北美洲板塊的下方，被擠壓之下使北美板塊隆起形成了從加州到阿拉斯加的喀斯卡特山脈。也因此，喀斯卡特山脈在華州範圍內的幾個主峰包括瑞尼爾山、聖海倫火山、亞當斯山、貝克山等皆是活火山，乃整個華州甚至美洲的潛在威脅。其高聳山勢有效地阻擋由白令海峽上空的低氣壓所製造的雨雲，使華州西部與美國其他地方的風候系統相隔絕，自成一格。而陸路交通則只有5條通道 - 20号华盛顿州州道經Washington Pass，2号国道經Steven Pass，90号州际公路經Snoqualmie Pass，12号国道經瑞尼爾山和14号州道沿哥倫比亞河穿過山脈，這5條路除14号州道外皆為地勢高而險要之處，冬天時亦於雪線之上，因此冬天雨季時有落石，積雪等危險，居民如非必要亦不會上山，這亦影響到一個州內東西兩地的民風各有不同。

### 冰河時期
於15000年前的大冰河時期，華州中北部乃位於三千呎冰封之下，經過長時間的溶蝕出現不少的湖泊，島嶼及溪谷等獨特地型，詳見東西部地理特色。

### 密蘇娜冰湖決堤
密蘇娜冰湖是15,000至13,000年前，位於蒙大拿州西部的巨大冰河湖，儲水量曾等於美洲五大湖的總和。從遠古以來密蘇娜冰湖曾因溶蝕而造成40多次冰壩缺堤，大量湖水從蒙坦娜州經愛達荷州沖進華州東部高原，沖刷並帶走沙石，最後於哥倫比亞河口入海。在一次又一次的洪水沖刷下，華州東部高原地型變得面目全非。

### 華州西部地理氣候
喀斯卡特山脈以西的地型主要受冰川溶蝕及造山運動所帶來的壓力所影響。

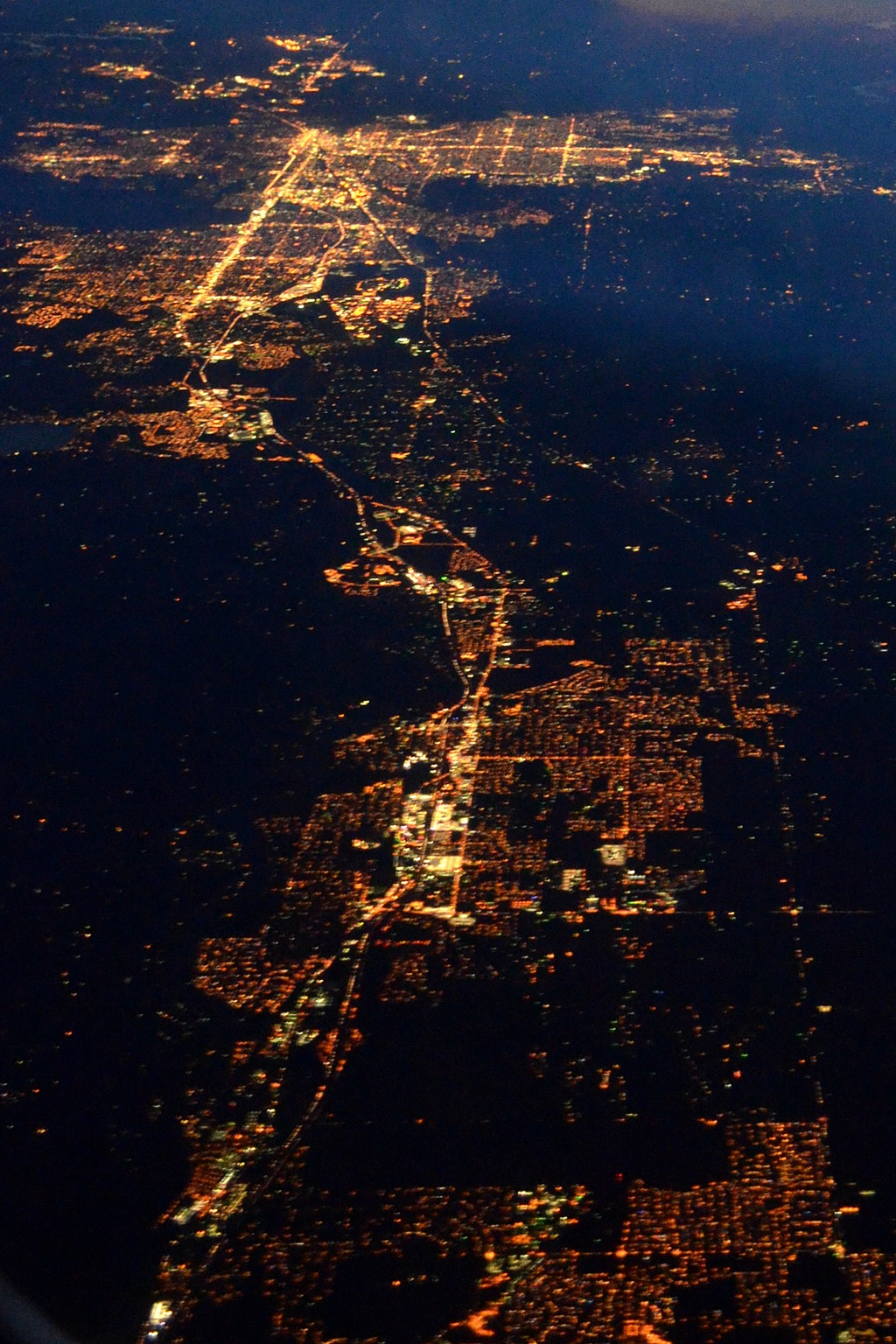
斯波坎夜景

### 國家公園
- 奧林匹克國家公園
- 雷尼尔山国家公园
- 北喀斯喀特国家公园

## 經濟

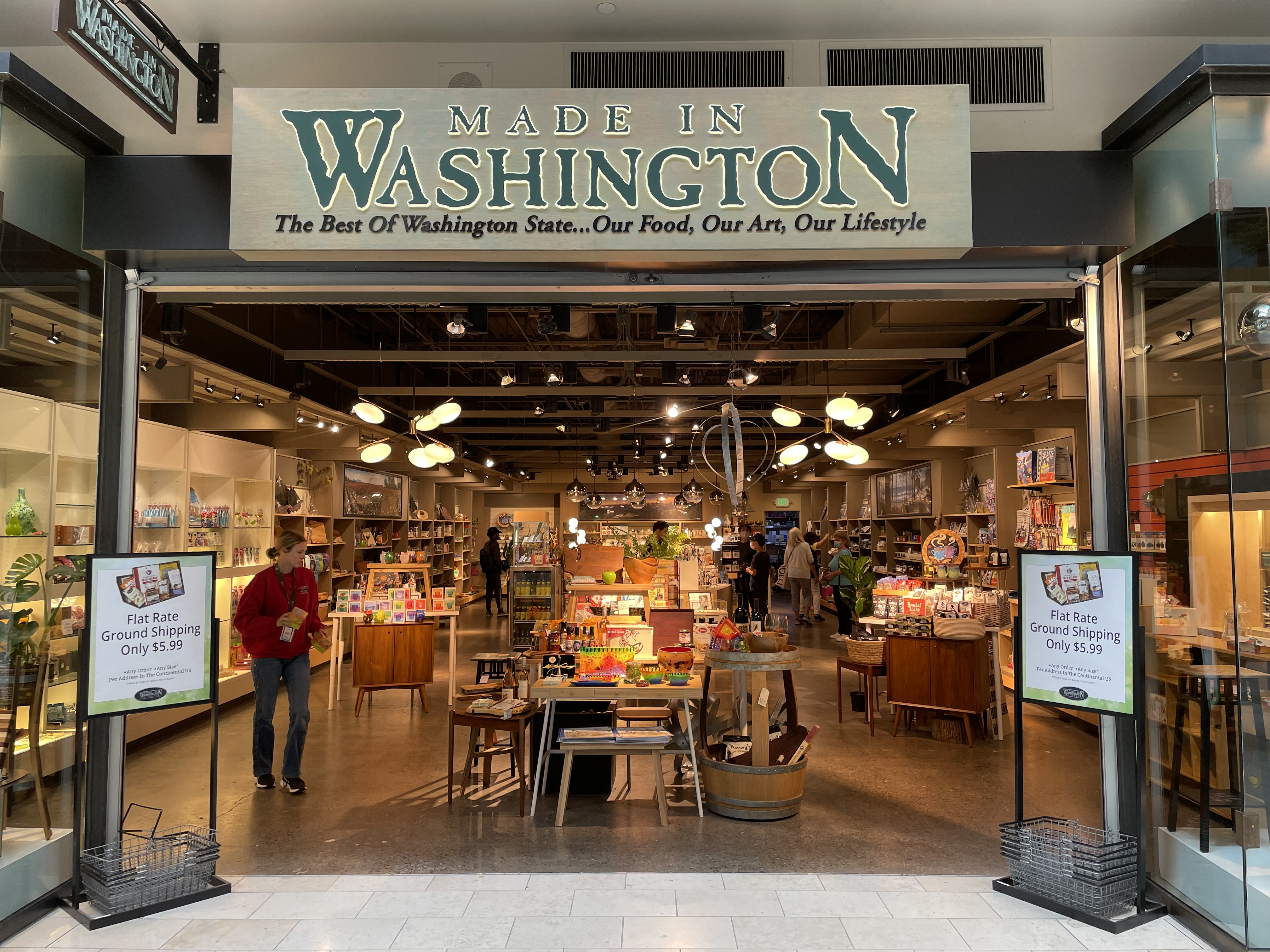
贝尔维尤一家专卖华盛顿州特产的商店

華盛頓州有飛機製造商波音公司（生產線位於埃弗雷特及伦顿），但是波音公司總部已經於2001年從西雅圖搬遷到芝加哥。另外電腦軟體製造商微軟公司和游戏业领头羊任天堂美国分部都位於雷德蒙德。总部位于西雅图市的还有电子商务公司亚马逊公司和连锁咖啡公司星巴克。
- A & A Construction & Development Inc. - 斯波坎
- Alaska Air Group－西雅圖
- Amazon.com－西雅圖
- Ambassadors Group－斯波坎
- AmericanWest Bancorporation－斯波坎
- Applied Microsystems－雷德蒙德
- Aptimus－西雅圖
- aQuantive－西雅圖
- Avista－斯波坎
- Banner－瓦拉瓦拉
- Briazz－西雅圖
- Bsquare－贝尔维尤
- Captaris－柯克蘭（Kirkland）
- Cascade Financial－埃弗里特
- Cascade Natural Gas－西雅圖
- Cell Therapeutics－西雅圖
- Cellular Technical Services－西雅圖
- Click2learn－贝尔维尤
- Coinstar－贝尔维尤
- Columbia Banking System－塔科马
- Concur Technologies－雷德蒙德
- Consolidated Freightways－溫哥華（華盛頓州）
- Cost-U-Less－普雷斯頓（Preston）
- 好市多－伊瑟阔
- Cowlitz Bancorporation－長景市
- Cray－西雅圖
- Cutter & Buck－西雅圖
- Data I/O－雷德蒙德
- Dendreon－西雅圖
- Drugstore.com－贝尔维尤
- Eden Bioscience－巴薩爾（Bothell）
- Electric Lightwave－溫哥華（華盛頓州）
- Emeritus－西雅圖
- Epoch Biosciences－巴薩爾
- Esterline Technologies－贝尔维尤
- 亿客行－贝尔维尤
- Expeditors International－西雅圖
- F5 Networks－西雅圖
- First Mutual Bancshares－贝尔维尤
- Fisher Communications－西雅圖
- Flow International－肯特
- Frontier Financial－埃弗里特
- Getty Images－西雅圖
- Heritage Financial－奧林匹亞
- Horizon Financial－贝灵厄姆
- Image X－柯克蘭
- InfoSpace－贝尔维尤
- Inland Group - 斯波坎
- Insightful－西雅圖
- 英特尔－電腦硬體生產商，於杜邦設立中央處理器生產線。
- Internap Network Services－西雅圖
- Itronc－斯波坎
- Key Technology－瓦拉瓦拉
- Key Tronic－斯波坎
- Labor Ready－塔科马
- Longview Fibre－朗維尤
- Loudeye Technologies－西雅圖
- Mackie Designs－伍丁維爾
- Metawave Communications－雷德蒙德
- MERI Global Manufacturing LLC - 斯波坎
- 微軟－雷德蒙德
- Microvision－巴薩爾
- Nautilus Group－溫哥華（華盛頓州）
- NeoRx－西雅圖
- Nextel Partners－柯克蘭
- 任天堂－雷德蒙德
- Nordstrom－西雅圖
- Northwest Biotherapeutics－巴薩爾
- Onvia.com－西雅圖
- Onyx Software－贝尔维尤
- Ostex International－西雅圖
- Paccar－贝尔维尤
- Pacific Northwest Bancorp－西雅圖
- Penford－貝爾維尤
- Plum Creek Timber－西雅圖
- Pope Resources L.P.－波尔斯波
- Potlatch－斯波坎
- Primus Knowledge Solutions－西雅圖
- Puget Sound Energy－贝尔维尤
- Pyramid Breweries－西雅圖
- RealNetwork－電腦軟體製造商，總部設於西雅圖市中心。
- Redhook Ale Brewery－西雅圖
- Riverview Bancorp－溫哥華（華盛頓州）
- Safeco－西雅圖
- Seattle Genetics－巴薩爾
- Shurgard Storage Centers－西雅圖
- Sonosite－巴薩爾
- Spacelabs Medical－雷德蒙德
- 星巴克－咖啡連鎖店及生產商，總部設於西雅圖。
- Sterling Financial－斯波坎
- TTM Technologies－雷德蒙德
- Targeted Genetics－西雅圖
- Timberland Bancorp－霍奎厄姆
- Todd Shipyards－西雅圖
- Trendwest Resorts－雷德蒙德
- Tully's Coffee－咖啡連鎖店及生產商，總部設於南西雅圖。
- Washington Banking－橡港市
- Washington Federal－西雅圖
- WatchGuard Technologies－西雅圖
- Westcoast Hospitality－斯波坎
- 惠好－紙張生產商，總部位於西雅圖。
- Zones－蘭頓
- ZymoGenetics－西雅圖
- 世界宣明會－總部設於费德勒尔韦。

## 重要城市

### 都会区
| 排名 | 都会区名稱                              | 人口                  |
| ---- | --------------------------------------- | --------------------- |
| 1    | 西雅图-贝尔维尤-肯特 MD                 | 3,048,064             |
| 2    | 塔科马-莱克伍德 MD                      | 891,299               |
| 3    | 斯波坎-斯波坎谷 MSA                     | 573,493               |
| 4    | 波特兰-温哥华-希尔斯伯勒 MSA (州内部分) | 493,781               |
| 5    | 肯纳威克-里奇兰 MSA                     | 296,224               |
| 6    | 奥林匹亚-莱西-塔姆沃特 MSA              | 286,419               |
| 7    | 布雷默顿-锡尔弗代尔-果园港 MSA          | 269,805               |
| 8    | 雅基马 MSA                              | 251,446               |
| 9    | 贝灵厄姆 MSA                            | 225,685               |
| 10   | 弗农山-阿纳科特斯 MSA                   | 128,206               |
|      | 合计6,644,422                           | （2021年为777.9万人） |

## 教育
詳見華盛頓州學院和大學列表

## 交通

### 重要機場
- 贝灵厄姆國際機場
- 西雅圖─達可瑪國際機場 ─ 阿拉斯加航空轉運中心，美國飛往亞洲重要門戶之一。
- 斯波坎国际机场

### 重要公路
州際公路
- 5号州际公路
- 82号州际公路
- 90号州际公路
- 82号州际公路
- 205号州际公路
- 405号州际公路
- 705号州际公路
- 101号美国国道
- 2号美国国道
- 14号华盛顿州州道
- 20号华盛顿州州道（英语：Washington State Route 20）
- 26号华盛顿州州道（英语：Washington State Route 26）
- 99号华盛顿州州道

### 海上交通
- 華盛頓州渡船系統
- 阿拉斯加海上高速公路

## 醫院
- 華盛頓州的醫院

## 政治
华盛顿州通常被认为在政治上以喀斯喀特山脉为界，西华盛顿是自由主义者（特别是I-5走廊），华盛顿州东部是保守派。 华盛顿自1988年以来每次选举都投票支持民主党总统候选人。

## 友好省份
- 中国四川省[6]

## 重要職業運動

### 美式足球
- NFL
  - 西雅圖海鷹
- NCAA
  - University of Washington - Huskie
  - Washington State University - Cougar

### 足球
- - 西雅圖海灣者（男）
  - 西雅圖海灣者（女）

### 棒球
- 大聯盟 MLB
  - 西雅圖水手
- 小聯盟
  - 塔可瑪來尼爾（Tacoma Rainier，3A級太平洋岸聯盟，母隊：西雅圖水手）
  - 艾佛列特綠蛙（Everett AquaSox，短期1A級西北聯盟，母隊：西雅圖水手）
  - 雅吉瑪熊（Yakima Bears，短期1A級西北聯盟，母隊：亞利桑那響尾蛇）
  - 史伯坎印地安人（Spokane Indians，短期1A級西北聯盟，母隊：德州遊騎兵）
  - 三城塵暴（Tri-City Dust Devils，短期1A級西北聯盟，母隊：科羅拉多洛磯）

### 籃球
- NBA
- WNBA
  - 西雅圖風暴（Seattle Storms）
- International Basketball League
  - Bellingham Slam
  - Olympia Reign（2009）
  - Salem Stampede（2009）
  - Seattle Mountaineers（2009）
  - Snohomish County Explosion
  - Tacoma Thunder
  - Washington Raptors（2009）
- NCAA
  - Gonzaga University
  - University of Washington

### 冰上曲棍球
- NHL
  - 西雅圖海怪（Seattle Kraken）
- WHL
  - 艾佛列特銀背（Everett Silvertips）
  - 西雅圖雷鳥（Seattle Thunderbirds）
  - Spokane Chiefs
  - Tri-City Americans

## 外部連結
- 華盛頓大學 University of Washington（页面存档备份，存于）（英文）
- 華盛頓州立大學 Washington State University（页面存档备份，存于）（英文）